# بتی فرانسیسکو
بتی فرانسیسکو (انگلیسی: Betty Francisco؛ ۲۶ سپتامبر ۱۹۰۰ – ۲۵ نوامبر ۱۹۵۰) بازیگر فیلم‌های صامت اهل ایالات متحده آمریکا بود. وی بین سال‌های ۱۹۲۰ تا ۱۹۳۴ میلادی فعالیت می‌کرد. دو خواهر دیگر او هم بازیگر بودند.
از فیلم‌های او می‌توان به شلوار بلند اشاره نمود.